# Altes Rathaus (Boppard)

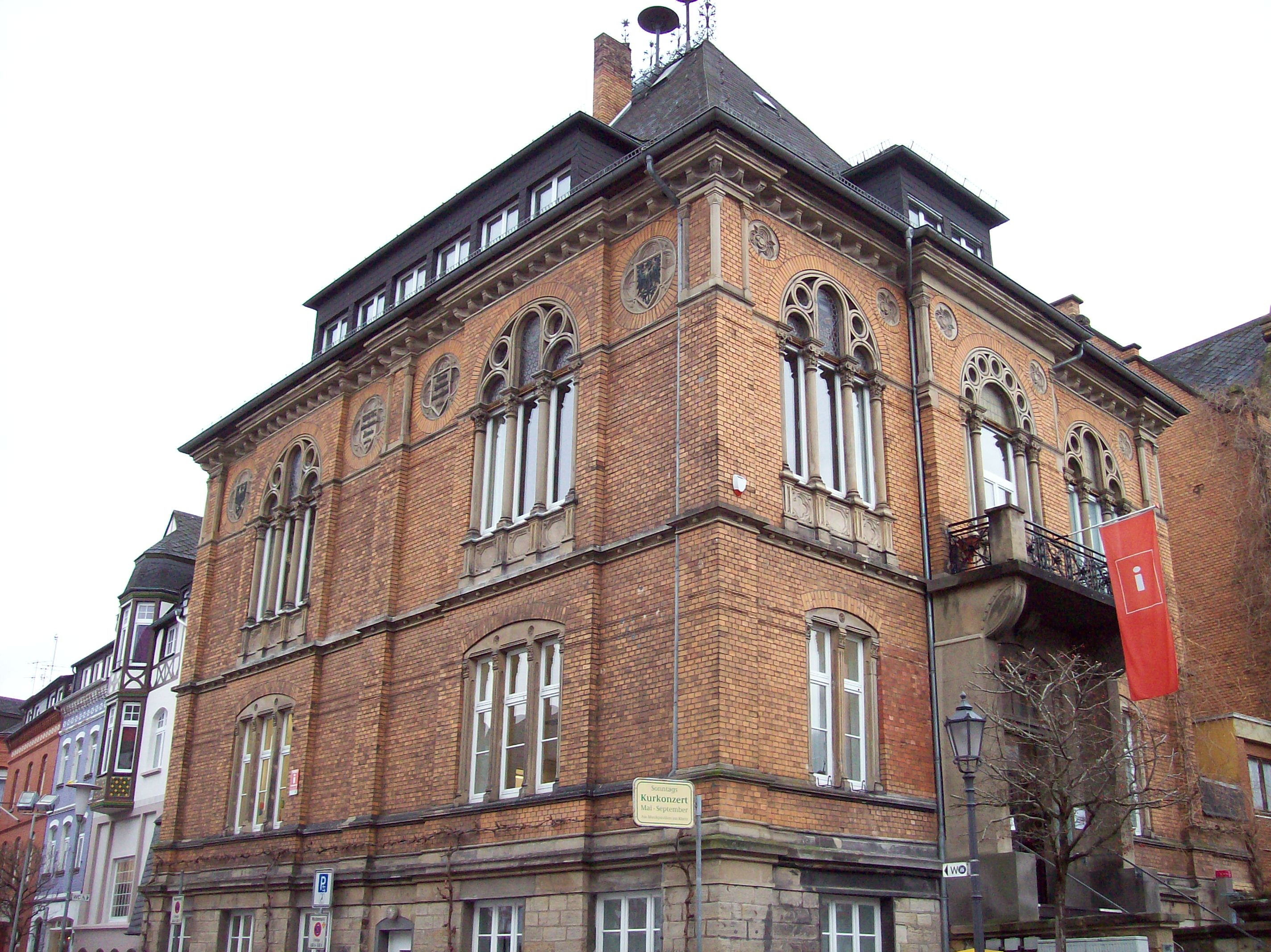
Das Alte Rathaus

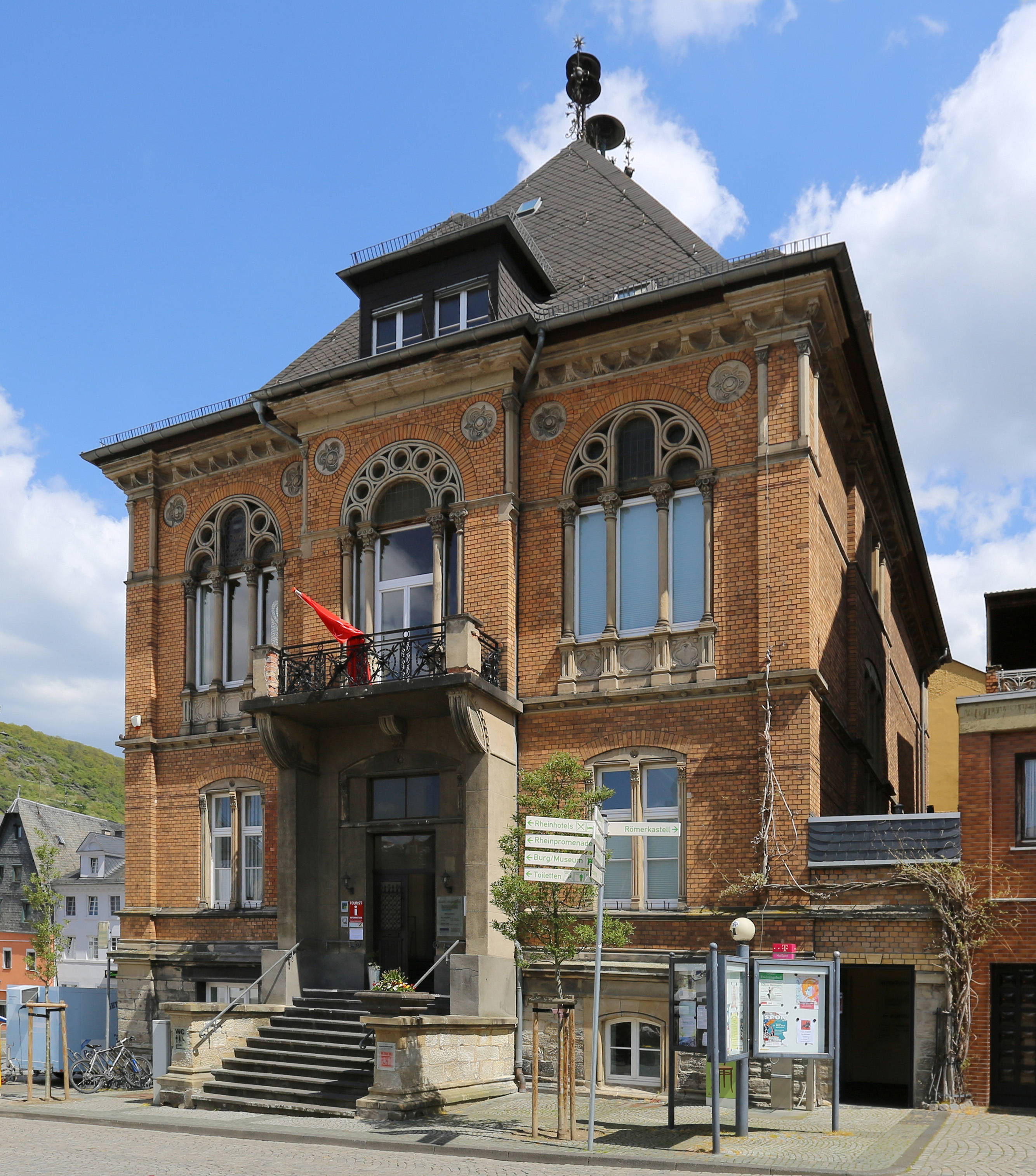
Das Alte Rathaus mit Haupteingang

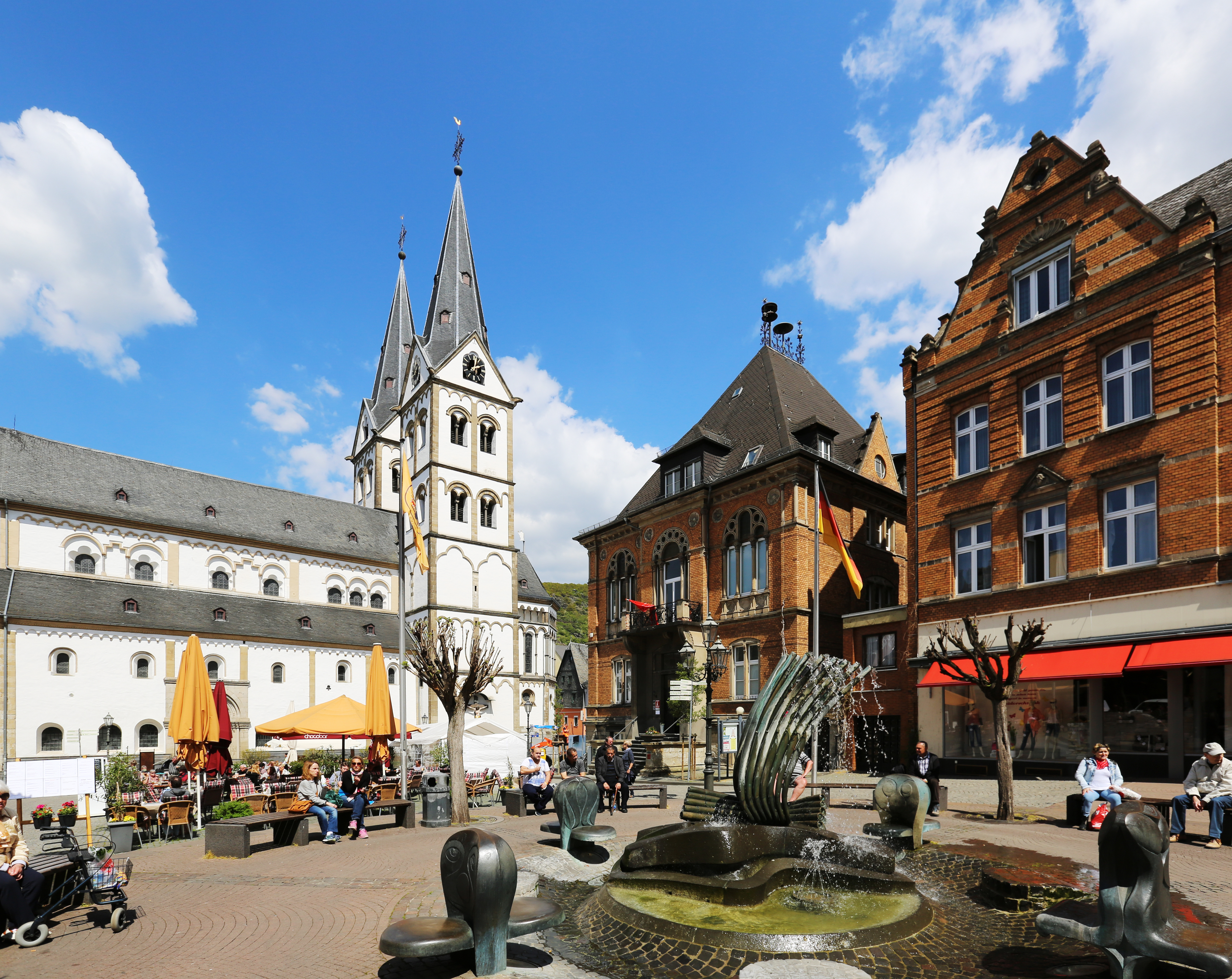
Gesamtansicht mit St. Severus

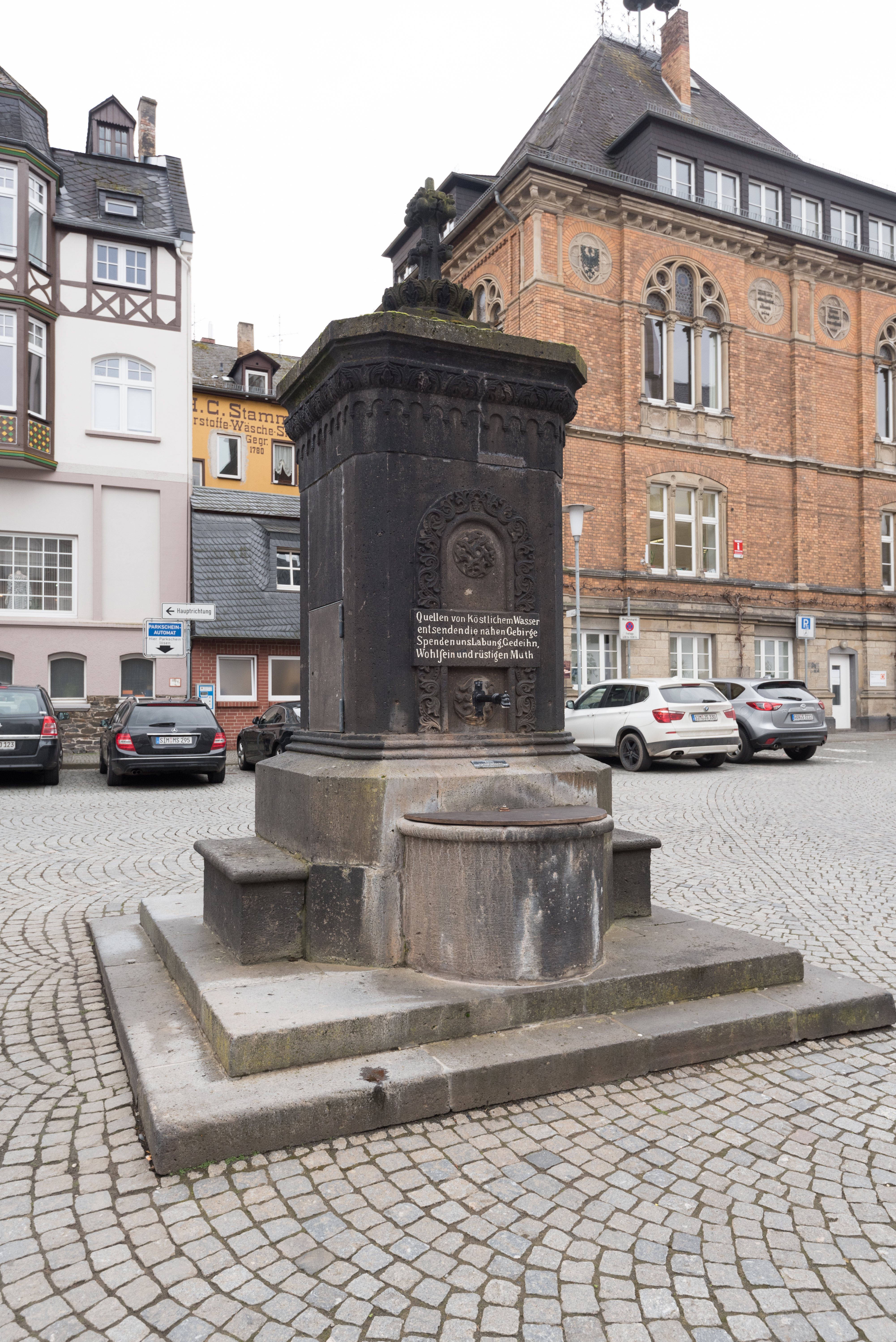
Alter Marktbrunnen am Unteren Marktplatz, im Hintergrund die Nordfassade des Rathauses

Das Alte Rathaus von Boppard ist das ehemalige Rathaus der Stadt. Das Gebäude steht heute unter Denkmalschutz. Nach dem Wegzug der Stadtverwaltung im Jahr 1976 werden dort noch die Stadtratssitzungen abgehalten.

## Lage
Das Alte Rathaus von Boppard befindet sich am Marktplatz gegenüber von der St.-Severus-Kirche. Es steht auf der Ecke zwischen Ober- und Untermarkt und trägt die Anschrift Markt 17.

## Geschichte
Seit 1380 ist in Boppard ein Rathaus überliefert. Im Jahr 1749 entstand zwischen dem Marktplatz und dem damaligen Kirchhof (ehemaliger Friedhof) ein Neubau nach Plänen von Thomas Neurohr, der zuvor den Wiederaufbau des Klosters Marienberg leitete. Dieses barocke Rathaus wurde 1854 umgebaut und dabei eine neue Freitreppe angelegt. 1855 wurde vor dem Rathaus auf dem Oberen Marktplatz der Marktbrunnen errichtet, heute steht dieser auf dem Unteren Marktplatz.
Nach einem Brand im Jahr 1884 wurde das Rathaus nach Plänen von Paul Rowald an weiter südlich gelegener Stelle wieder aufgebaut, wodurch der heutige L-förmige Zuschnitt des Marktplatzes entstand. Der Neubau wurde 1885 im Stil der Neorenaissance vollendet. Im Jahr 1933 wurden Veränderungen am Portal durchgeführt.
Mit der Neubildung der verbandsfreien Stadt Boppard im Jahr 1975 wurde das Rathaus zu klein und die Stadtverwaltung zog in das ehemalige Karmeliterkloster. Danach wurde unter anderem die Seniorenbegegnungsstätte St. Severus im Alten Rathaus untergebracht, die sich in der Trägerschaft der katholischen Kirchengemeinde St. Severus, der örtlichen Vinzenzkonferenz und des örtlichen Caritasverbandes befindet. Im Jahr 2010 zog diese in die Stadthalle um. Im gleichen Jahr wurde im Rahmen von Sanierungsarbeiten eine Aufzugsanlage zur barrierefreien Erschließung eingebaut.

## Heutige Nutzung
Im ersten Obergeschoss befindet sich der historische Rathaussaal, hier werden die Stadtratssitzungen des Bopparder Stadtrats sowie die Sitzungen des Ortsbeirates des Ortsbezirks Boppard abgehalten. Die Touristeninformation ist zudem im Erdgeschoss des Gebäudes untergebracht. Nach dem Wegzug der Seniorenbegegnungsstätte St. Severus wurde im Untergeschoss die Bopparder Tafel untergebracht. Im zweiten Obergeschoss befinden sich die Büros des Ordnungsamtes.

## Denkmalschutz
Seit 2002 ist die Pfarrkirche Sankt Severus Teil des UNESCO-Welterbes Oberes Mittelrheintal. Außerdem ist sie geschützt als eingetragenes Kulturdenkmal im Sinne des Denkmalschutz- und -pflegegesetzes (DSchG) des Landes Rheinland-Pfalz.